# Konstantin Adolf von Gatterburg
Konstantin Adolf Graf von Gatterburg (* 29. Juli 1829 in Retz; † 8. Oktober 1906 ebenda) war ein österreichischer Adeliger, Politiker und niederösterreichischer Landtagsabgeordneter.
Konstantin Adolf war der älteste Sohn von Ferdinand August Freiherr von Gatterburg (1803–1906), k.k. Kämmerer, und Maria Gräfin von Podstatzky-Lichtenstein (1803–1864). Er war Gutsbesitzer von Retz und Zwölfaxing, 1873 erwarb er Schloss Braunsdorf (heute Sitzendorf an der Schmida) und ließ es restaurieren. 
Konstantin war Oberleutnant der Reserve und Vorsitzender des Landwirtschaftlichen Bezirksvereins Retz 1863–1892. 1861 wurde er Gemeinderat in Altstadt Retz. Von 1871 bis 1896 war er als Vertreter des Großgrundbesitzes im Landtag von Niederösterreich.
Konstantin Adolf Graf von Gatterburg heiratete am 15. Mai 1859 Anna Maria Sofia Gräfin von Gudenus (1838–1917). Das Ehepaar hatte mehrere Kinder, der älteste Sohn Konstantin Ferdinand erbte die Güter und war ebenfalls Politiker. Zudem gab es:
- Marie (* 16. Mai 1861) Stiftsdame des Herzoglich Savoyenschen Damenstifts in Wien
- Ludowiga (* 2. Juni 1863)
- Felicitas Marie Sophie Anna Ghislena (* 11. September 1864) ⚭ 1894 Freiherr Maximilian von Schacky, bayrischer Generalmajor
- Amalie Maria Anna Ghislena (* 16. August 1867) ⚭ 1888  Freiherr Georg Eyrl von und zu Waldgries und Liebenaich (1849–1942), Landtagsabgeordneter von Tirol Bozen